# Hosea Kiplangat
Hosea Kiplangat (* 1. März 2000) ist ein ugandischer Leichtathlet, der sich auf den Langstreckenlauf spezialisiert hat. 

## Sportliche Laufbahn
Erste Erfahrungen bei internationalen Meisterschaften sammelte Hosea Kiplangat im Jahr 2017, als er bei den U18-Weltmeisterschaften in Nairobi in 3:55,48 min den siebten Platz im 1500-Meter-Lauf belegte. Im Jahr darauf schied er bei den U20-Weltmeisterschaften in Tampere mit 3:46,66 min im Vorlauf aus und bei den Crosslauf-Weltmeisterschaften 2019 in Aarhus wurde er nach 24:08 min Sechster im U20-Rennen und sicherte sich in der Teamwertung die Silbermedaille. Bei den Straßenlauf-Weltmeisterschaften 2023 in Riga wurde er nach 1:02:02 h 35. im Halbmarathon und im Jahr darauf gelangte er bei den Crosslauf-Weltmeisterschaften in Belgrad nach 28:50 min auf den 13. Platz im Einzelbewerb und sicherte sich in der Teamwertung die Silbermedaille hinter dem kenianischen Team.

## Persönliche Bestzeiten
- 1500 Meter: 3:43,00 min, 16. Mai 2018 in Oordegem
- 5000 Meter: 13:15,98 min, 10. Juni 2023 in Montesson
- 10-km-Straßenlauf: 27:14 min, 29. April 2023 in Herzogenaurach
- Halbmarathon: 1:02:02 h, 1. Oktober 2023 in Riga